# Mesophonus
Mesophonidae
Famille
Genre
Mesophonus, unique représentant de la famille des Mesophonidae, est un genre fossile de scorpions.

## Distribution
Les espèces de ce genre ont été découvertes en Angleterre. Elles datent du Trias.

## Liste des espèces
Selon World Spider Catalog 20.5 :
- † Mesophonus perornatus Wills, 1910
- † Mesophonus pulcherrimus Wills, 1910

## Publication originale
- Wills, 1910 : « On the fossiliferous Lower Keuper rocks of Worcestershire, with descriptions of some of the animals discovered therein. » Proceedings of the Geologists Association, vol. 21, p. 249–331.